# Heartless (película de 2009)
Heartless es una película británica de 2009 de terror dirigida por Philip Ridley e interpretada por Jim Sturgess, Noel Clarke, Clémence Poésy y Eddie Marsan.

## Trama
Jamie Morgan (Jim Sturgess) es un fotógrafo londinense que sufre unas terribles marcas de nacimiento en la piel de su cara, y cuya paranoia personal, en la que hace un pacto con el diablo, se fundirá con el siniestro ambiente de los arrabales de un Londres moderno y fantasmal.

## Elenco
- Jim Sturgess como Jamie Morgan.
- Nikita Mistry como Belle.
- Noel Clarke como A.J.
- Clémence Poésy como Tia.
- Eddie Marsan como Weapons Man.
- Joseph Mawle como Papa B.
- Ruth Sheen como Marion Morgan.
- Timothy Spall como George Morgan.
- Luke Treadaway como Lee Morgan.

## Lanzamiento
La película se estrenó el 21 de mayo de 2010 y fue lanzada en DVD el 25 de mayo de 2010 en Reino Unido. Heartless es una parte del Festival Fantasía 2010.

## Recepción
Las críticas para la película fueron generalmente positivas. La película actualmente tiene un 74% de Rotten Tomatoes.